# Districte de Mandi
El districte de Mandi és una divisió administrativa de l'estat d'Himachal Pradesh, amb capital a Mandi. Està creuat pel riu Beas. La superfície és de 3.950 km² i una població de 900.987 habitants. A uns 25 km de la capital hi ha el famós llac Rewalsar i a 49 km el llac Prashar.

## Administració
Està dividit en cinc subdivisions:
- Mandi (Sadar)
- Joginder Nagar
- Sunder Nagar
- Sarkaghat
- Karsog

Vuit tehsils:
- Gohar
- Joginder Nagar
- Kharsog o Karsog
- Lad Bharol
- Mandi Sadar
- Padhar
- Sarkaghat
- Sunder Nagar

I set Subtehsils:
- Bali Chowki
- Aut
- Baldwara
- Dharampur
- Kotli
- Nihri
- Sandhol

I 10 blocs de desenvolupament (blocks):
- Balh
- Chauntra
- Drang
- Dharampur
- Gopalpur
- Gohar
- Karsog
- Sadar Mandi
- Seraj
- Sunder Nagar

## Història
El districte es va formar per la fusió dels estats de Mandi i Suket el 14 d'abril de 1948 amb el nom de districte de Mandavya Rishi o Mandavya Nagar. El nom Mandi deriva de Mercat i fou finalment adoptat.